# Harold Clarke
Harold Clarke, född 1888, död 11 mars 1969 i Christchurch i Canterbury, Nya Zeeland, var en brittisk simhoppare.
Clarke blev olympisk bronsmedaljör i raka höga hopp vid sommarspelen 1924 i Paris.